# Manon Massé
Manon Massé, née le 22 mai 1963 à Windsor au Québec, est une militante féministe, organisatrice communautaire et femme politique québécoise. 
Cofondatrice du mouvement politique Option citoyenne, puis de Québec solidaire, elle devient députée à l'Assemblée nationale du Québec pour ce parti dans la circonscription de Sainte-Marie–Saint-Jacques lors des élections du 7 avril 2014. 
De 2017 à 2023, elle est la porte-parole femme de Québec solidaire.

## Biographie
Cadette d'une famille modeste de trois enfants, elle est la fille de Fernande Migneault et Gilles Massé, deux ouvriers d'usine. Elle passe la plus grande partie de son enfance à Windsor, en Estrie. À sept ans, sa famille déménage à Boucherville, en banlieue de Montréal. Pratiquants catholiques, ses parents acceptent mal au départ son lesbianisme. Néanmoins, elle affiche « déjà sa différence sans complexes ». Après des études collégiales au Cégep Édouard-Montpetit, elle songe à la prêtrise et poursuit une majeure en théologie à l'Université de Montréal. Elle décide de s'impliquer dans la cause communautaire comme organisatrice auprès du Comité social Centre-Sud en 1986 avant d'intégrer le YMCA d'Hochelaga-Maisonneuve. Dès son jeune âge, elle voyait le rôle de première ministre comme une façon d'avoir les moyens nécessaires, autant politiques, qu'économiques, afin de pouvoir orchestrer une campagne d'éducation population à grande échelle.
Manon Massé a été en couple pendant douze ans avec Alexa Conradi (présidente de la Fédération des femmes du Québec et première présidente de Québec solidaire). Selon ses dires, elle n'a jamais senti le besoin d'avoir d'enfant. Elle considère toutefois les enfants de Conradi, qu’elle a vu grandir, « comme presque les siens ». Depuis 2014, Manon Massé est en couple avec Ghislaine Goulet.
Sa mère décède le 6 février 2018, des suites de la maladie d'Alzheimer.

### Engagement social

#### Luttes féministes
Manon Massé s'implique depuis les années 1980 en tant comme militante et organisatrice dans les milieux féministes, communautaires et altermondialistes. À 30 ans, elle fait la rencontre de Françoise David, alors présidente de la Fédération des femmes du Québec. Au printemps 1995, elle est chargée de la logistique de la Marche Du pain et des roses. Lors du Sommet sur l’économie et l'emploi organisé par le premier ministre péquiste Lucien Bouchard, David et elle rompent politiquement avec le Parti québécois, l'accusant de miser sur le déficit zéro plutôt que sur l'« appauvrissement zéro ».
En 2000, elle coorganise la Marche mondiale des Femmes contre la pauvreté et la violence.

#### Bateau canadien pour Gaza
À l'été 2011, Manon Massé participe à la Flottille de la Liberté II, un projet humanitaire qui vise à briser le blocus par Israël de la Bande de Gaza et à apporter des biens humanitaires aux Palestiniens. Elle représente Québec solidaire à bord du bateau canadien le Tahrir, qui n'a finalement pas pu quitter la Crète, ayant été bloqué par les autorités grecques et qui donc, comme les autres navires de la flottille, n'a pas pu accomplir sa mission,.

### Engagement politique

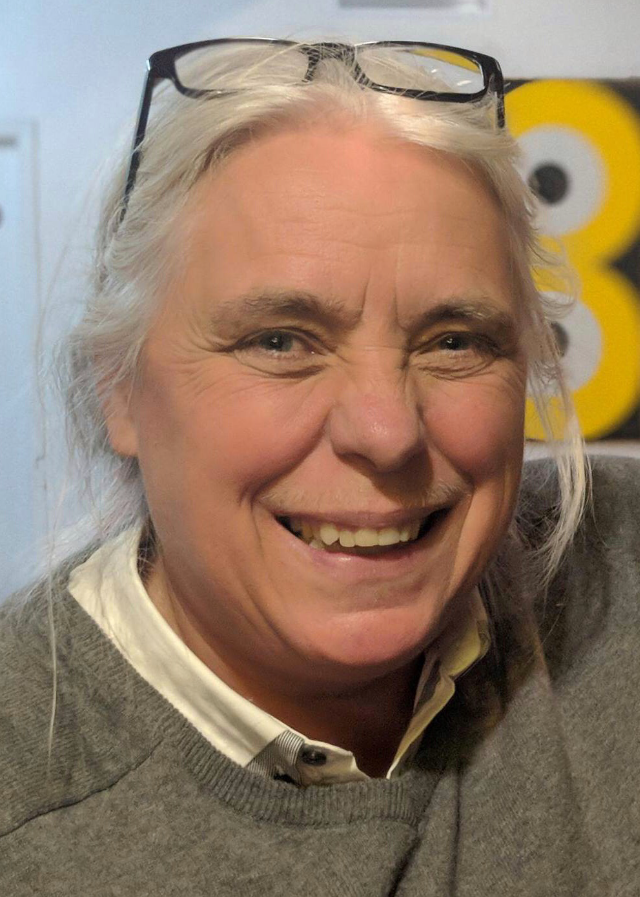
Manon Massé en 2018.

Après la marche mondiale des femmes contre la pauvreté et la violence (2000), Manon Massé collabore étroitement avec Françoise David à mettre sur pied Option citoyenne qui fusionnera en février 2006 avec l'Union des forces progressistes pour devenir le parti Québec solidaire.
En avril 2006, elle devient la première candidate à se présenter pour Québec solidaire lors d'une élection partielle dans la circonscription provinciale de Sainte-Marie–Saint-Jacques. Elle termine troisième avec 22,2 % des votes.
Elle se présente de nouveau l'année suivante dans la même circonscription aux élections générales de 2007 ainsi qu'à celles de 2008 et 2012 mais sans succès. Puis, elle remporte la victoire lors de l'élection générale québécoise de 2014. Les questions de transport collectif, de lutte à la pauvreté, de logement social et des droits des femmes et de la communauté LGBTQ sont au cœur de ses priorités politiques,. 
En janvier 2013, elle publie une lettre ouverte où elle demande au gouvernement de cesser la vente de l'Îlot Voyageur à des intérêts privés afin qu'il se positionne en faveur du projet UTILE, lequel préconise la création d'une coopérative de solidarité en habitation étudiante. Elle croit que cette initiative "permettrait que le logement étudiant au centre-ville reste accessible à long terme et soit protégé des fluctuations du marché locatif privé".
Le 13 juin 2014, elle est victime d'intimidation physique pendant l'exercice de son rôle de députée. En point de presse, Manon Massé affirme : « André Drolet s'est penché sur moi et m'a tenu fermement le bras. ». « Viens pas jouer dans mes plates-bandes! », aurait ajouté Drolet. Le président de l'Assemblée nationale du Québec a condamné l'action de Drolet en jugeant qu'il s'agissait d’intimidation.
Manon Massé est élue députée de Sainte-Marie-Saint-Jacques lors des élections provinciales de 2014 avec seulement 91 voix d'avance sur Anna Klisko, son opposante libérale. 
Le 21 mai 2017, elle est élue porte-parole féminine de Québec solidaire, Gabriel Nadeau-Dubois étant son co-porte-parole masculin. Le 12 mai 2018, à l'approche des élections générales d'octobre, les délégués du parti la désigne comme prétendante au poste de première ministre. Elle est réélue à son siège de députée le 1er octobre 2018 en faisant largement progresser son parti à l’Assemblée nationale avec 10 sièges et 16,1 % des votes. Lors de cette occasion, elle remporte la course avec 7 094 voix d'avance et 49,3 % du suffrage.
À l'issue du Conseil national numérique qui s'est tenu les 15 et 16 mai 2021, Manon Massé annonce qu'elle ne se présentera pas à titre de prétendante au poste de première ministre lors des élections générales québécoises de 2022. Gabriel Nadeau-Dubois lui succède à titre de chef parlementaire à l'Assemblée nationale en septembre 2021. Elle est réélue en 2022 comme députée de Sainte-Marie–Saint-Jacques.
Le 16 mai 2023, elle annonce qu'elle ne sollicitera pas un nouveau mandat comme porte-parole féminine de Québec solidaire, lors de l’assemblée générale du parti en novembre.
Le 26 novembre 2023, elle annonce au 16e congrès de Québec solidaire qu'elle quitte son porte-parolat. Émilise Lessard-Therrien lui succède.

## Œuvres
- Manon Massé, Parler vrai, Montréal, Écosociété, 2018  (ISBN 978-2-89719-419-2)

## Résultats électoraux

### Élections générales québécoises
| Année | Parti  | Parti            | Circonscription            | Voix  | %     | Rang | Résultat |
| ----- | ------ | ---------------- | -------------------------- | ----- | ----- | ---- | -------- |
| 2006  |        | Québec solidaire | Sainte-Marie-Saint-Jacques | 2 943 | 22,20 | 3e   | ❌       |
| 2007  | 3 596  | Québec solidaire | Sainte-Marie-Saint-Jacques | 14,16 | 3e    | ❌   |          |
| 2008  | 3 051  | Québec solidaire | Sainte-Marie-Saint-Jacques | 15,40 | 3e    | ❌   |          |
| 2012  | 7 253  | Québec solidaire | Sainte-Marie-Saint-Jacques | 25,43 | 2e    | ❌   |          |
| 2014  | 8 437  | Québec solidaire | Sainte-Marie-Saint-Jacques | 30,60 | 1re   | Élue |          |
| 2018  | 12 429 | Québec solidaire | Sainte-Marie-Saint-Jacques | 49,28 | 1re   | Élue |          |
| 2022  | 10 892 | Québec solidaire | Sainte-Marie-Saint-Jacques | 47,69 | 1re   | Élue |          |